# Uwe Pfeifer
Uwe Pfeifer (* 14. Februar 1947 in Halle) ist ein deutscher Maler und Grafiker.

## Leben und Wirken
Pfeifer machte in Halle das Abitur und lernte danach Gebrauchswerber. Von 1968 bis 1973 studierte er an der Hochschule für Grafik und Buchkunst Leipzig bei Werner Tübke, Hans Mayer-Foreyt und Wolfgang Mattheuer. Das Werk Karl Völkers regte ihn zur Auseinandersetzung mit der Architektur an. Seit 1973 ist er in Halle freischaffend tätig. Ab 1975 hatte er einen Lehrauftrag für Lithografie an der Kunsthochschule Burg Giebichenstein. Von 1978 bis 1991 betrieb er gemeinsam mit Otto Möhwald, Gerd Weickardt und Fotis Zaprasis eine eigene Druckwerkstatt. Studienreisen führten ihn u. a. 1976 und 1978 in die Mongolei. Werke Pfeifers wurden in einer Vielzahl von Ausstellungen im In- und Ausland gezeigt, u. a. 1977/1978, 1982/1983 und 1987/1988 in Dresden auf der VIII. bis X. Kunstausstellung der DDR und 1982 und 1988 auf der Biennale di Venezia.
Pfeifer hat zwei Kinder. Sein Sohn Tobias ist Bildhauer.
1982 wurde die Arbeit Pfeifers in dem DEFA-Dokumentarfilm Stadtlandschaften vorgestellt.

## Mitgliedschaften
- bis 1990 Mitglied im Verband Bildender Künstler der DDR
- 1990–1997 Mitglied im Künstlersonderbund Deutschland e. V.

## Ehrungen (Auswahl)
- 1978 Preisträger im Wettbewerb „100 ausgewählte Grafiken“
- 1978 Förderpreis des Ministeriums für Kultur
- 1979 Kunstpreis der FDJ
- 1984 Kunstpreis der Stadt Halle (Saale)
- 1988 Händelpreis des Rates des Bezirkes Halle
- 1989 Johannes-R.-Becher-Medaille
- 2002 Publikumspreis der Großen Kunstausstellung Halle in der Kunsthalle Villa Kobe
- 2009 Hallescher Kunstpreis[2]

## Rezeption
Pfeifers Werk ist „durch einen figürlichen Realismus gekennzeichnet, der Zitate altdeutscher Malerei ebenso aufgreift wie solche der Romantik, des Verismus oder des Surrealismus.“
Pfeifer „verbildlichte die menschliche Isolation von der Natur, aber auch die Vereinzelung und Vereinsamung in der Gesellschaft.“

## Werke (Auswahl)

### Tafelbilder
- Antennendach (Öl; 1973; im Bestand des Brandenburgischen Landesmuseums für moderne Kunst, Frankfurt/Oder)[4]
- Tod des Pan (Öl; 1976; ausgestellt 1977/1978 auf der VIII. Kunstausstellung der DDR)[5]
- Feierabend (Öl und Tempera; 1977; im Bestand der Berliner Nationalgalerie)[5]
- Die Demütigung (Öl; 1977; im Bestand der Dresdener Gemäldegalerie Neue Meister)[5]
- Bildnis Kathy (Öl; 1977; im Bestand des Lindenau-Museums Altenburg/Thüringen)[5]
- Asphalt (Tafelbild, Öl; 1980/1981; ausgestellt 1982/1983 auf der IX. Kunstausstellung der DDR)[5]
- Schöner Sommernachmittag (Öl; 1980; im Bestand der Berliner Nationalgalerie)[5]

### Grafik (Auswahl)
- Mongolischer Pferdeschädel (Offsetzinkografie; 1978; ausgestellt 1982/1983 auf der IX. Kunstausstellung der DDR)[5]
- Neon (Lithographie; 1980; im Bestand der Städtische Galerie Schloss Oberhausen, Ludwig Institut)[5]

### Buchillustrationen (Auswahl)
- Gottfried August Bürger: Hurra! die Toten reiten schnell! Fünf Balladen und eine Erzählung. Hrsg. Bernd Hofestädt; Verlag Helmut Scherer, Berlin, 1994 (Handpressendruck mit 10 Originallithographien; Auflage 120 Ex.)
- Bernd Hofestedt (Hrsg.): Lange schon in manchem Sturm und Drange: Gottfried August Bürger, der Dichter des Münchhausen: eine Biographie. 1995 (Handpressendruck mit 10 Originallithographien; Auflage 120 Ex.)

## Einzelausstellungen (Auswahl)
- 1976 Berlin, Galerie Arkade
- 1976 Leipzig, Klubgalerie des Klubs der Intelligenz
- 1977 Halle (Saale), Staatliche Galerie Moritzburg
- 1980 Bad Kösen, Kunsthalle
- 1980 Frankfurt/ Oder, Galerie Junge Kunst (Malerei und Grafik)
- 1983 Neustadt an der Weinstraße, Kunstverein Neustadt an der Weinstraße, Villa Böhm („Vier Maler aus der DDR: Ulrich Hachulla, Uwe Pfeifer, Arno Rink, Volker Stelzmann“)
- 1986 Suhl, Galerie im Steinweg
- 1987 Karl-Marx-Stadt (heute Chemnitz), Klub der Intelligenz Pablo Neruda (Malerei und Grafik)
- 1989 Halle (Saale), G.-W. Leibniz-Klub, Klubgalerie (Druckgrafik)
- 1995 Meiningen, Städtische Galerie ADA („Bilder-Zeit 1984–1994: Gemälde und Grafiken“)
- 1996 Kleinsassen, Kunsthalle
- 1997 Halle (Saale), Staatliche Galerie Moritzburg („Zeitbalance“, Malerei, Graphik, Zeichnungen)
- 2003 Halle (Saale), Galerie Stelzer und Zaglmaier („Durchbruch“, Malerei Grafik, Zeichnungen)
- 2017 Halle (Saale), Kunsthalle „Talstrasse“
- 2017 Halle (Saale), Kunstmuseum Moritzburg Halle (Saale)[6]
- 2022 Halle (Saale), Galerie Zaglmeier[7]